# William Lyons
William Lyons, född 4 september 1901 i Blackpool, Lancashire, död 8 februari 1985 i Royal Leamington Spa, Warwickshire, var en brittisk motorcykelentusiast och entreprenör.
Lyons grundade tillsammans med William Walmsley bilmärket Jaguar 1922, då under namnet Swallow Sidecar Company. Märket bytte namn till Jaguar Cars 1945.